# 小倉電気軌道
小倉電気軌道（こくらでんききどう）は、1920年（大正9年）から1942年（昭和17年）まで福岡県小倉市（現在の北九州市小倉北区および小倉南区）において路面電車路線を建設・運営した事業者である。
1942年に九州電気軌道に吸収合併された。路線はのちの西鉄北九州線の支線である北方線にあたる。
小倉電気軌道の前身の小倉軌道（こくらきどう）についても本記事で記す。

## 小倉軌道
小倉軌道は小倉中心部と小倉南部の北方地区を結ぶ香春街道（現在の国道322号）における馬車軌道の運行を目的として設立された会社である。1904年（明治37年）に小倉市街地南部の三萩野地区と北方の間を結ぶ路線の特許を取得し、1906年（明治39年）に香春口 - 城野間が開業、翌1907年（明治40年）に城野 - 北方間が開業して全通した。小倉市街地は城下町であり道路が狭隘であったことから市街地内に線路を敷設することは実現しなかったが、毎年4,000から5,000円の利益を得ていた。
客車は1907年度まで5両を保有していたが、1908年度からは7両に増備されている。木造2軸車で屋根は二段屋根、車体長さ約4.5m、車体幅約1.6m、自重1t弱、定員20名という当時の一般的な馬車鉄道用客車の仕様であった。また当初は貨物輸送も実施し、貨車を2両保有していたが、荷馬車の利便性に太刀打ちできず、間もなく廃止された。
その後、大正時代に入ると、輸送需要の増加により輸送力不足が深刻化してきたことから、馬車軌道を路面電車に切り替えることとなった。このため1918年（大正7年）1月に新会社として小倉電気軌道を設立し、小倉軌道は馬車軌道を小倉電気軌道に譲渡して同年7月に清算し、解散した。
このほか、香春口から北東方向に向かい神岳川を渡り、小倉市街地の南東端部から東端部に沿って線路を敷設し、東端の砂津地区で九州電気軌道と接続させる路線も計画されたが、電車化の際に計画が中止された。

## 小倉電気軌道
小倉電気軌道は小倉軌道の路線を電車に切り替え、運営することを目的として設立された会社で、資本金25万円で設立された。小倉軌道とは別の会社であるが、本社は小倉軌道の本社社屋を引き継いでいる。
1920年（大正9年）に電車の運行を開始した。電車運行にあたり、電気工事のほか、軌間を914mmから1067mmに拡張し、軌条も交換している。城野 - 北方間は道路を新規に建設し、別線に切り替えた。不要となった車両と軌条は徳力軌道に計1万円で売却した。また先述のように小倉軌道が計画していた砂津への路線延長は中止し、香春口から北上して小倉市街地内に入る計画に変更され、1927年（昭和2年）に路線を小倉市街地内の旦過橋まで延長し、1932年（昭和7年）には小倉市中心部の大坂町（のちの魚町）まで延長して九州電気軌道との接続を実現させた。
その後、戦時期に入り、陸運統制令に基づき1942年（昭和17年）2月に九州電気軌道により吸収合併され、小倉電気軌道は解散した。路線は九州電気軌道の北方線となり、同年9月に西日本鉄道が成立した際、同社の北九州線の一路線である北方線となった。
なお、北方線は1980年（昭和55年）11月3日に廃止された。
保有車両については小倉電気軌道の電車を参照。

## 年表
- 1904年（明治37年）6月11日 - 福岡県企救郡足立村三萩野と同郡東紫村北方の2マイル18チェーンを結ぶ馬力、軌間3フィート (914mm) の軌道の特許が「小倉馬車鉄道」に下る（出願時期不詳）。
- 1906年（明治39年）6月11日 - 香春口 - 城野間1マイル45チェーン(2.5km)が開業。
- 1906年（明治39年）8月25日 - 合名会社小倉軌道を設立。資本金2万円。本社を企救郡足立村三萩野903番地に置く。
- 1907年（明治40年）2月23日 - 城野 - 北方間53チェーン(1.1km)が開業し全通。延長2マイル18チェーン(3.5km)。
- 1911年（明治44年）10月2日 - 足立村内の三萩野 - 砂津間53チェーン(1.1km)の特許が小倉軌道に下る。1920年（大正9年）失効。
- 1918年（大正7年）1月14日 - 資本金25万円の小倉電気軌道を設立し、小倉軌道の事業・特許路線などを小倉電気軌道に譲渡[8]。
- 1918年（大正7年）7月 - 小倉軌道解散。
- 1920年（大正9年）9月21日 - 香春口 - 北方間を電車運転に切り替え。馬車軌道は廃止。
- 1924年（大正13年）7月17日 - 足立村と小倉市大坂町の0.9kmを結ぶ軌道路線の特許が小倉電気軌道に下る[9]。
- 1927年（昭和2年）2月1日 - 香春口 - 馬借町（のちの旦過橋）間開業。
- 1927年（昭和2年）10月1日 - 乗合自動車運行開始（小倉市大坂町-徳力間）[10][11]
- 1932年（昭和7年）10月2日 - 馬借町 - 大坂町（のちの魚町）間開業。全線複線化。
- 1942年（昭和17年）2月1日 - 九州電気軌道に吸収合併され、同社の北方線となる。
- 1942年（昭和17年）9月19日 - 西日本鉄道成立により、同社の北九州線の一路線である北方線となる。

## 輸送・収支実績
| 年度 | 輸送人員（人） | 営業収入（円） | 営業費（円） | 営業益金（円） | その他益金（円） | その他損金（円）          | 支払利子（円） |
| ---- | -------------- | -------------- | ------------ | -------------- | ---------------- | ------------------------- | -------------- |
| 1908 | 236,188        | 11,373         | 7,762        | 3,611          | 92               |                           |                |
| 1909 | 257,643        | 12,278         | 8,038        | 4,240          | 47               |                           |                |
| 1910 | 274,437        | 13,096         | 7,832        | 5,264          | 利子110          |                           |                |
| 1911 | 278,487        | 13,230         | 8,829        | 4,401          | 利子59           |                           |                |
| 1912 | 292,180        | 13,858         | 8,614        | 5,244          | 52               |                           |                |
| 1913 | 294,304        | 14,162         | 8,996        | 5,166          | 利子67           |                           |                |
| 1914 | 298,580        | 14,372         | 8,561        | 5,811          |                  |                           | 148            |
| 1915 | 285,356        | 13,538         | 8,828        | 4,710          |                  |                           | 69             |
| 1916 | 302,375        | 14,452         | 8,442        | 6,010          |                  |                           |                |
| 1917 | 337,566        | 16,567         | 11,691       | 4,876          |                  |                           |                |
| 1918 | 117,845        | 7,780          | 7,074        | 706            |                  |                           |                |
| 1918 | 234,246        | 13,973         | 8,670        | 5,303          |                  |                           |                |
| 1919 | 419,569        | 28,637         | 18,808       | 9,829          | 利子2,573        | 4,069                     |                |
| 1920 | 525,937        | 50,145         | 32,287       | 17,858         |                  |                           |                |
| 1921 | 842,712        | 91,972         | 61,381       | 30,591         |                  |                           |                |
| 1922 | 847,124        | 85,396         | 50,357       | 35,039         |                  |                           |                |
| 1923 | 832,205        | 83,878         | 41,143       | 42,735         |                  |                           | 3,722          |
| 1924 | 820,462        | 81,958         | 42,938       | 39,020         |                  |                           | 4,096          |
| 1925 | 604,440        | 59,719         | 35,103       | 24,616         |                  | 償却金4,000               | 2,828          |
| 1926 | 593,473        | 48,233         | 35,891       | 12,342         |                  |                           |                |
| 1927 | 962,214        | 76,246         | 49,237       | 27,009         | 817              |                           |                |
| 1928 | 1,115,246      | 84,745         | 53,241       | 31,504         | 自動車1,652      |                           |                |
| 1929 | 1,140,422      | 83,176         | 53,394       | 29,782         | 自動車2,311      | 償却金820                 |                |
| 1930 | 1,007,336      | 65,318         | 49,618       | 15,700         | 自動車11,041     |                           | 1,413          |
| 1931 | 840,042        | 57,385         | 41,764       | 15,621         | 自動車5,115      |                           | 1,741          |
| 1932 | 826,594        | 66,827         | 41,547       | 25,280         | 自動車2,217      | 償却金18,170              | 328            |
| 1933 | 1,038,094      | 73,744         | 61,536       | 12,208         | 自動車2,503      | 償却金4,844               | 6,195          |
| 1934 | 1,231,973      | 84,146         | 64,741       | 19,405         |                  | 償却金3,047 自動車968     | 15,390         |
| 1935 | 2,310,446      | 108,430        | 69,451       | 38,979         |                  | 償却金15,000 自動車13,830 | 2,775          |
| 1936 | 2,733,824      | 121,581        | 73,197       | 48,384         |                  | 償却金19,000 自動車5,404  | 3,993          |
| 1937 | 3,710,975      | 173,799        | 99,705       | 74,094         | 自動車3,550      | 償却金41,000              | 2,504          |

- 鉄道院年報、鉄道院鉄道統計資料、鉄道省鉄道統計資料、鉄道統計資料、鉄道統計各年度版
- 1918年上段は小倉軌道、下段は小倉電気軌道
- 1925年の減少は陸軍第12師団の小倉から久留米の移転のため[12]

## 施設
香春口変電所　電動発電機（交流側3300V直流側600V）直流側の出力100kW、常用1、予備1、製造所日立製作所